# Gonimbrasia ringleri
Gonimbrasia ringleri är en fjärilsart som beskrevs av Wichgraf 1906. Gonimbrasia ringleri ingår i släktet Gonimbrasia och familjen påfågelsspinnare. Inga underarter finns listade i Catalogue of Life.